# زانکت مارگارتن ایم روزنتال
زانکت مارگارتن ایم روزنتال (به آلمانی: Sankt Margareten im Rosental) یک منطقهٔ مسکونی در اتریش است که در ناحیه کلاگن‌فورت-لاند واقع شده‌است. زانکت مارگارتن ایم روزنتال ۱٬۱۰۴ نفر جمعیت دارد.